# Alban Bouvier
 (mai 2024).
Alban Bouvier est un philosophe et sociologue français. Il est professeur des universités, Aix-Marseille Université (AMU), au département de sociologie depuis 2003, et est affilié au département de philosophie et au département d'économie. 

## Biographie
Agrégé de philosophie (1980), maître de conférences au département de philosophie et sociologie à la Sorbonne (Paris-IV) de 1992 à 2003, il est membre de l'Institut Jean Nicod (CNRS/EHESS/ENS, PSL-University). Il a été notamment directeur du centre de recherches sociologiques de l'Université Paris IV-Sorbonne (ISHA) (1997-2002) fondé par François Chazel en 1997 et cofondateur du cercle d'études parétiennes (Vilfredo Pareto) dont il a été secrétaire scientifique (1998). Il est cofondateur du European Network for the Philosophy of Social Science (2011).
Ses recherches portent sur la philosophie des sciences sociales et la théorie sociologique, en particulier sur la théorie du choix rationnel et les rapports entre sociologie et économie[source insuffisante]. Il s'intéresse spécialement à la sociologie cognitive et à l'étude de la dimension argumentative du monde social (approche « argumentativiste »).
Pour Sébastien Urbanski, un des apports importants de l'œuvre d'Alban Bouvier, est celui du « holisme subjectif » selon lequel « les croyances collectives n’existent pas en tant que telles, mais les acteurs y font référence de telle sorte qu’ils ont individuellement les états mentaux correspondants ». 

## Publications
- L'argumentation philosophique. Étude de sociologie cognitive, Paris, Presses Universitaires de France, 1995[3].
- avec Anni Borzeix et Patrick Pharo (dir.), Sociologie et connaissance. Nouvelles approches cognitives, Paris, CNRS Editions, 1998.
- Philosophie des sciences sociales. Un point de vue argumentativiste en sciences sociales, Paris, Presses Universitaires de France, 1999.
- (dir.), Pareto aujourd'hui, Paris, Presses Universitaires de France, 1999.
- avec Albertina Oliverio, Azioni, razionalità e decisioni, Luiss Edizioni, Roma, 2000 (trad. en it. d'art. publiés en français).
- avec Raymond Boudon et François Chazel (dir.), Cognition et Sciences sociales. La dimension cognitive dans l'analyse sociologique, Paris, Presses Universitaires de France, 1997, 2e éd. 1999, trad. italienne chez Armando Editore, Roma, 2003.
- avec Bernard Conein (dir.), volume de la revue Raisons Pratiques : « L'épistémologie sociale. Une théorie sociale de la connaissance », février 2007.